# (464300) 2016 AT98
(464300) 2016 AT98 es un asteroide perteneciente al cinturón de asteroides, descubierto el 8 de abril de 2003 por el equipo Spacewatch desde el Observatorio Nacional de Kitt Peak (Arizona, Estados Unidos).